# Mora (fruta)

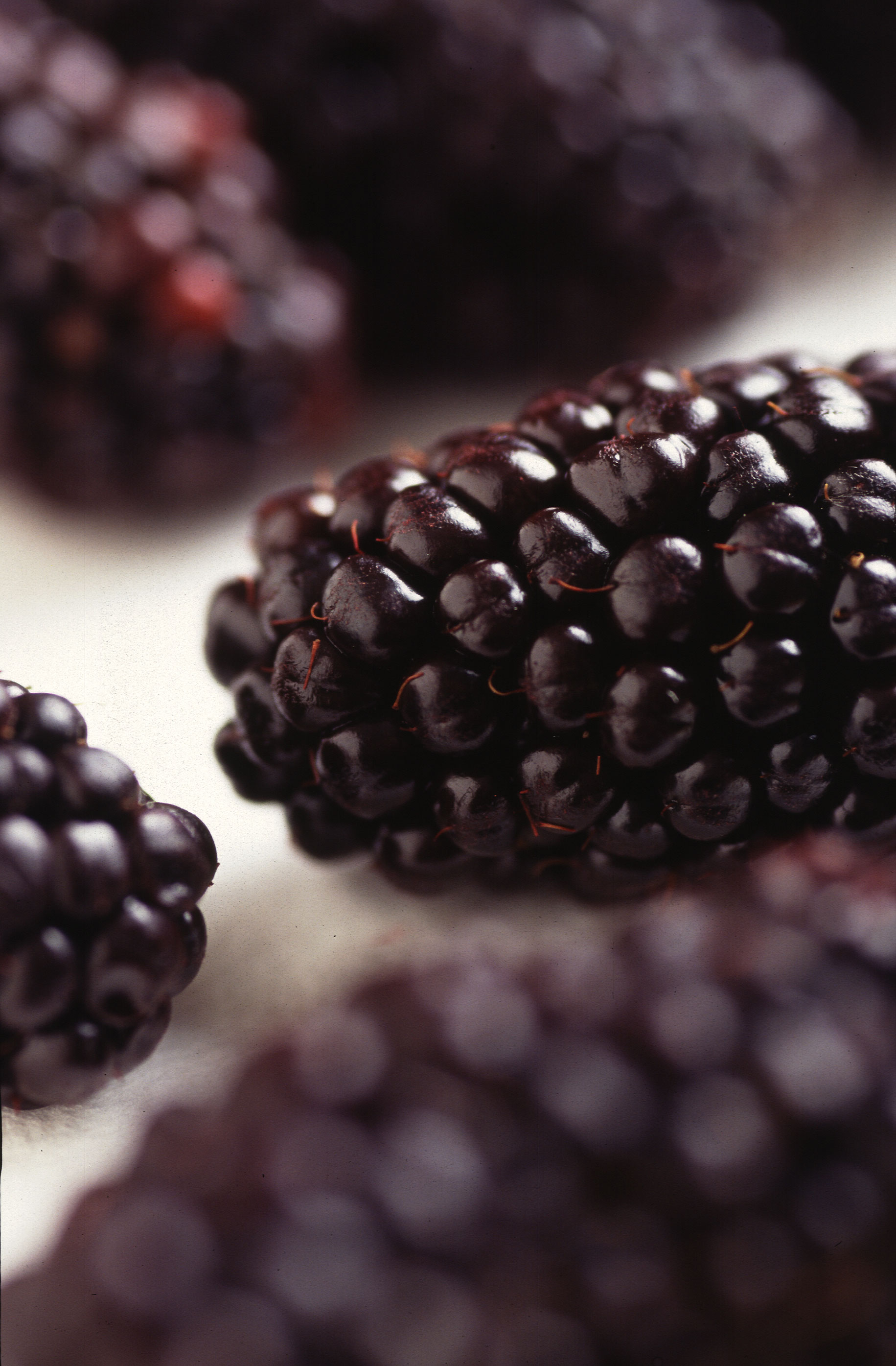
Cultivar del género Rubus 'Butte blackberry'

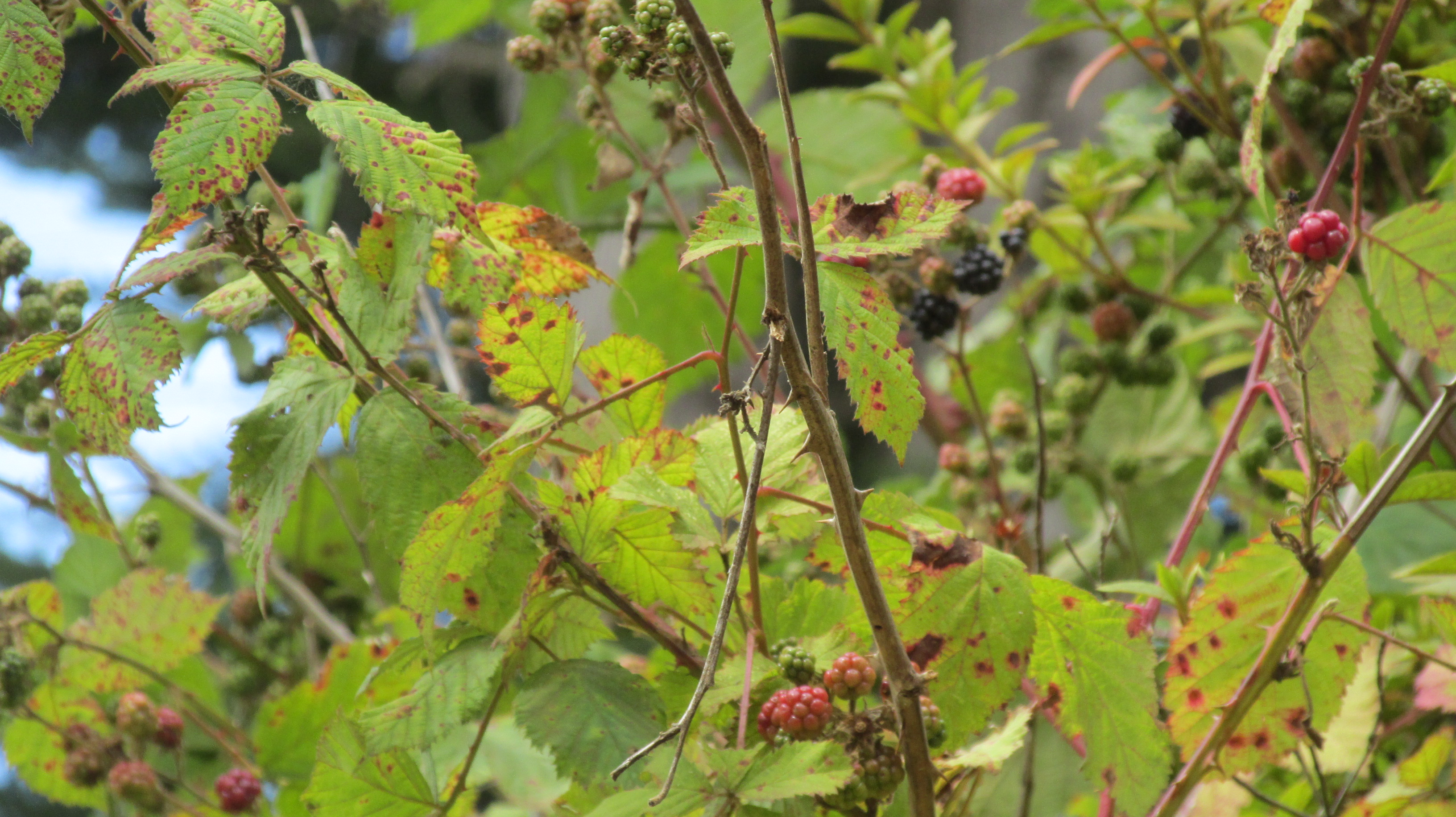
Mora de Rubus ulmifolius

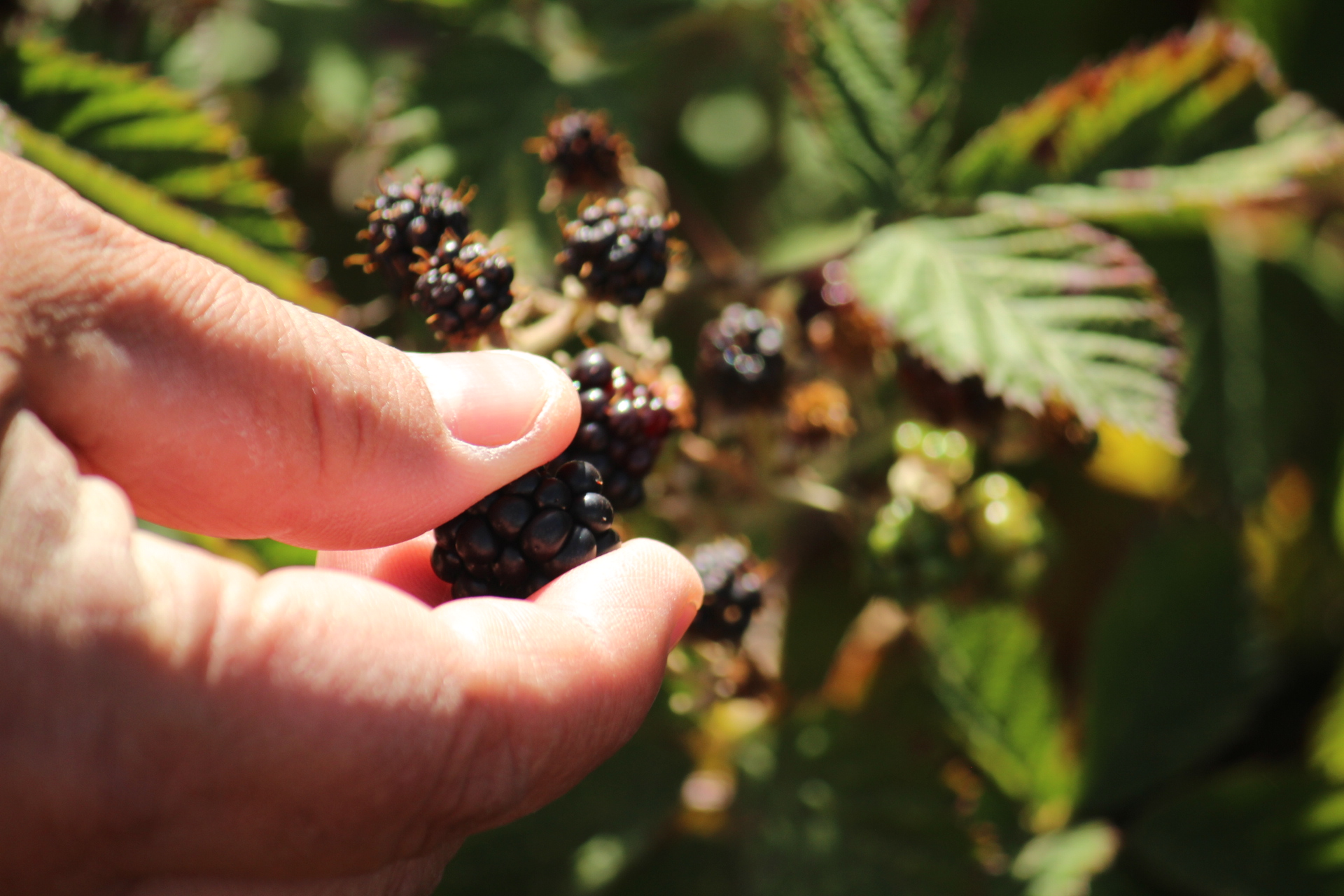
Mora siendo extraída en Ancud, Chiloé.

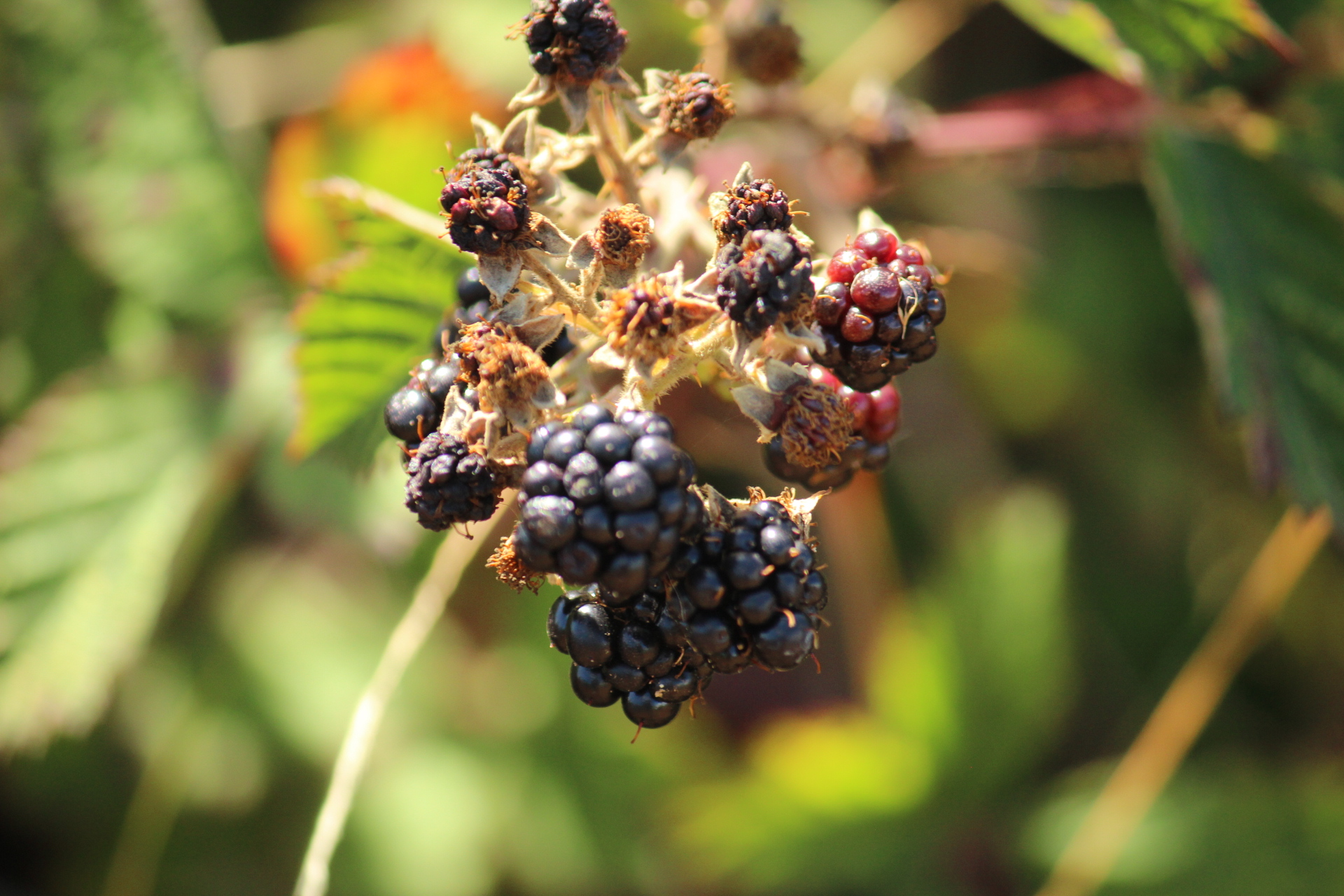
Mora en Ancud, Chiloé.

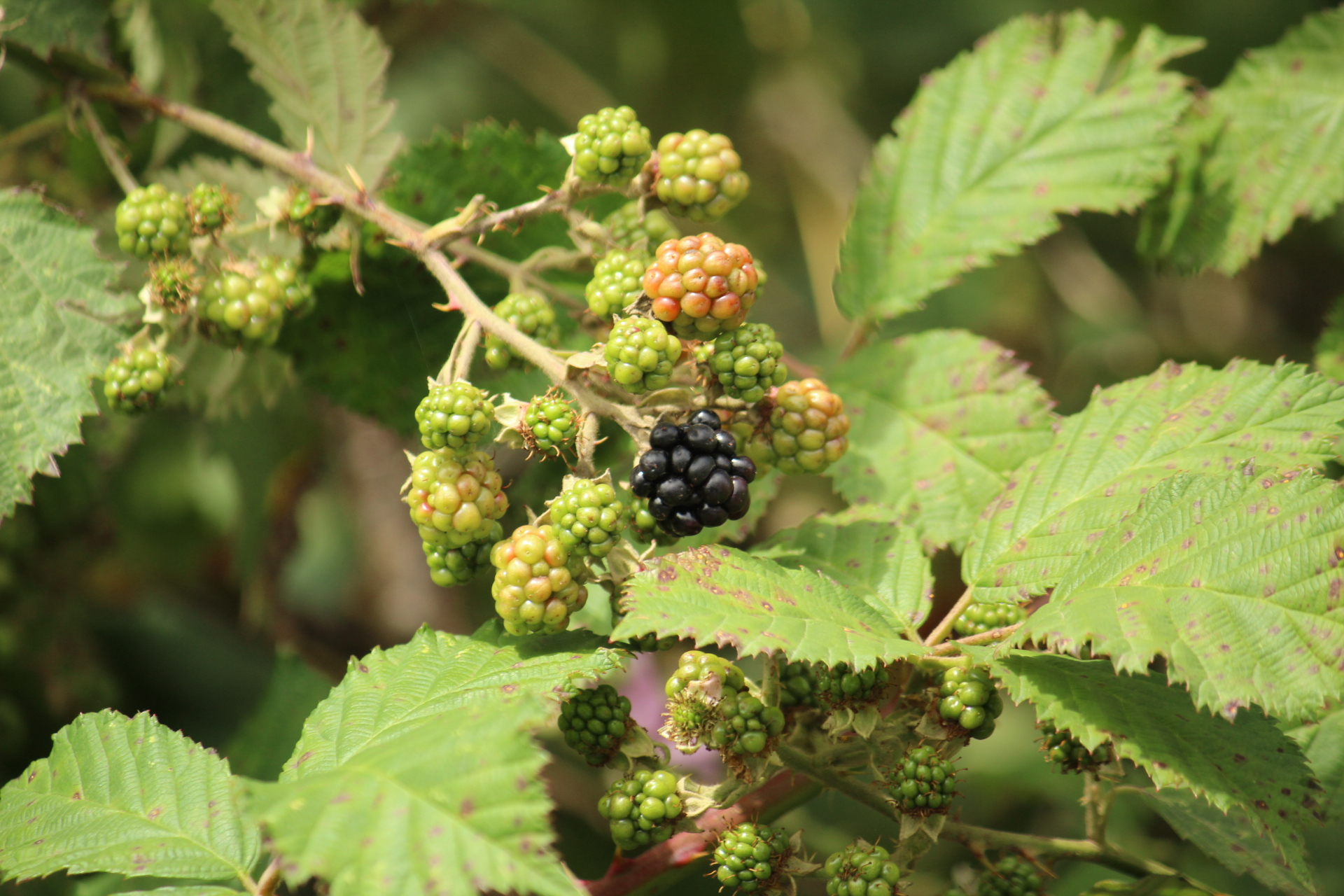
Moras en distintos puntos de maduración, en Ancud, Chiloé.

Mora es el nombre que reciben diversos frutos comestibles de distintas especies; cuya fruta no es una baya, sino un eterio, compuesto de pequeñas drupas, que le da una forma en común a este grupo de frutas.
Las moras son frutas que, a pesar de proceder de especies frutales que son completamente diferentes, poseen aspecto similar y características comunes que las definen como moras. En ocasiones, las distintas moras pueden ser confundidas e incluso obviadas, dado que al usar la palabra mora para hablar de dicha fruta, puede hacerse referencia, simplificando, generalmente a dos tipos de bayas procedentes de dos géneros distintos de frutales con rasgos fenotípicos muy dispares entre sí, el género Morus y Rubus. 
Ambos géneros dan moras, pero no son la misma fruta, unas vienen de unos árboles comúnmente llamados moreras y morales (que son del género Morus), y las otras provienen de unas plantas sarmentosas y espinosas comúnmente llamadas zarzas (que son del género Rubus). No obstante, la diferenciación es en realidad aún mayor, dado que dentro de ambos géneros hay un importante número de especies distintas. En total existen más de 300 especies de moras diferentes. Además, la comercialización de estas bayas ha propiciado la creación de diversas hibridaciones que no existen en la naturaleza.
Rubus armeniacus ("zarzamora del Himalaya") se considera una mala hierba nociva y especie invasora en muchas regiones del noroeste del Pacífico de Canadá y Estados Unidos, donde crece sin control en parques urbanos y suburbanos y bosques.
Morus nigra (mora del moral o mora negra) Fue introducida a la Argentina por el presidente  Juan Domingo Perón, luego del gran terremoto de San Juan de 1944, por su facilidad de crecimiento y adaptabilidad al clima. Siendo unos de los árboles preferidos del general.

## Especies y variedades de moras

### Morus: morales o moreras
- Morus alba (mora de la morera o mora blanca)
- Morus nigra (mora del moral o mora negra)
- Morus rubra (mora «roja»)

### Rubus: zarzas
- Rubus caesius (zarza pajarera)
- Rubus chamaemorus (mora de los pantanos)
- Rubus fruticosus (zarzamora)
- Rubus glaucus (mora andina o mora de Castilla)
- Rubus spectabilis (mora naranja)
- Rubus ulmifolius (zarzamora o mora)

Híbridos
- R. ursinus × idaeus ('boysenberry')
- Rubus loganobaccus ('loganberry')
- Rubus ursinus cv. Young ('youngberry')

### Otras especies
- Mora de la India (fruto de la especie Morinda citrifolia)
- Mora maclura (fruto de la especie Maclura tricuspidata)

## Características botánicas

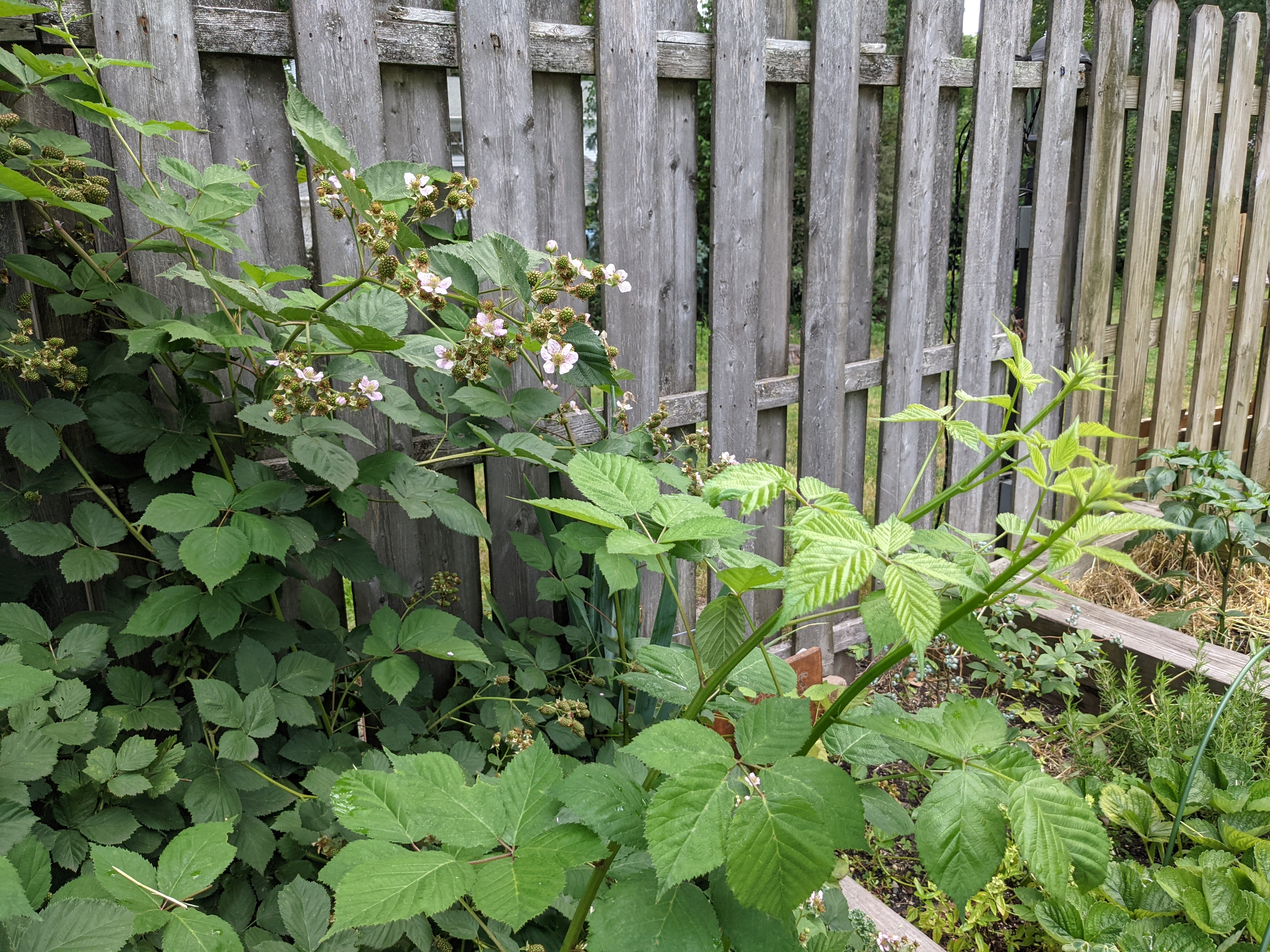
Florecen los floricanes de segundo año y fructifican a la izquierda. Primocanes de primer año sin flores ni frutos creciendo a la derecha

Las moras son plantas perennes que suelen tener tallos bienales ("cañas") desde el sistema radicular perenne.
En su primer año, un nuevo tallo, el primocano, crece vigorosamente hasta alcanzar su longitud total de 3-6 m (9,8-19,7 pies). (en algunos casos, hasta 29,5 pies), arqueándose o arrastrándose por el suelo y portando grandes palmadamente compuesta [con cinco o siete foliolos; no produce flores. En su segundo año, la caña se convierte en un floricane y el tallo no crece más, pero los brotes laterales se rompen para producir flores laterales (que tienen hojas más pequeñas con tres o cinco folíolos). Los brotes de primer y segundo año suelen tener numerosas púas cortas y curvadas, muy afiladas, que a menudo se llaman erróneamente espinas. Estas espinas pueden desgarrar muchos tipos de ropa con facilidad y hacen que la planta sea muy difícil de manejar. Se han desarrollado cultivares sin espinas. La Universidad de Arkansas ha desarrollado moras de fruto primocano que crecen y florecen en el primer año tanto como lo hacen las frambuesas rojas de fruto primocano (también llamadas otoñales o perennes).
Las plantas maduras no controladas forman una maraña de densos tallos arqueados, cuyas ramas enraízan desde la punta del nudo en muchas especies cuando llegan al suelo. Vigorosos y de rápido crecimiento en bosques, matorrales, laderas y setos, los arbustos de zarzamora toleran suelos pobres, colonizando fácilmente terrenos baldíos, zanjas y terrenos baldíos. 
Las  flores se producen a finales de la primavera y principios del verano en racimos cortos en las puntas de los laterales de floración. Cada flor tiene unos 2-3 cm (0,8-1,2 plg) de diámetro, con cinco pétalos blancos o rosa pálido.
Las drupelas sólo se desarrollan alrededor de óvulos fecundados por el gameto masculino de un grano de polen. La causa más probable de que los óvulos no se desarrollen son las visitas inadecuadas de polinizadores. Incluso un pequeño cambio en las condiciones, como un día lluvioso o un día demasiado caluroso para que las abejas trabajen después de primera hora de la mañana, puede reducir el número de visitas de abejas a la flor, reduciendo así la calidad del fruto. El desarrollo incompleto de las drupelas también puede ser un síntoma de agotamiento de las reservas en las raíces de la planta o de infección por un virus como el virus del enanismo arbustivo de la frambuesa.

## Descripción
Desde el punto de vista botánico, la mora es una fruta polidrupa, es decir, está formada por la unión de pequeñas drupas arracimadas, dentro de las que se halla una semilla diminuta, perceptible durante su consumo e incluso a veces algo molesta. De forma algo más alargada en las especies de Morus, y generalmente más redondeada en las de Rubus (aunque depende de la especie), Rubus glaucus presenta una forma levemente parecida a la de la fresa (ancha por la base terminando en punta). 
Su tamaño es diminuto, entre 1 y 3 cm, dependiendo de la especie. 
El color varía conforme la mora va madurando, según la especie. Morus nigra sin madurar tiene un tono blanco verdoso, después pasa al rojo y al término de la maduración es negra. Morus alba va del verde (inmadura) al blanco (madura). En las moras de los pantanos, (Rubus chamaemorus), el fruto maduro es de un color amarillo dorado. 
Las moras que proceden de especies del género Morus, difieren al poseer un rabillo de 0,5 cm aproximadamente, rabillo del que carecen las moras procedentes del género Rubus, que al ser retiradas de su planta lo pierden. Además, en el género Morus, el fruto maduro es más blando, por lo general, que el de Rubus; tanto es así, que suelen manchar tan solo al tacto.

## Sabor de mora

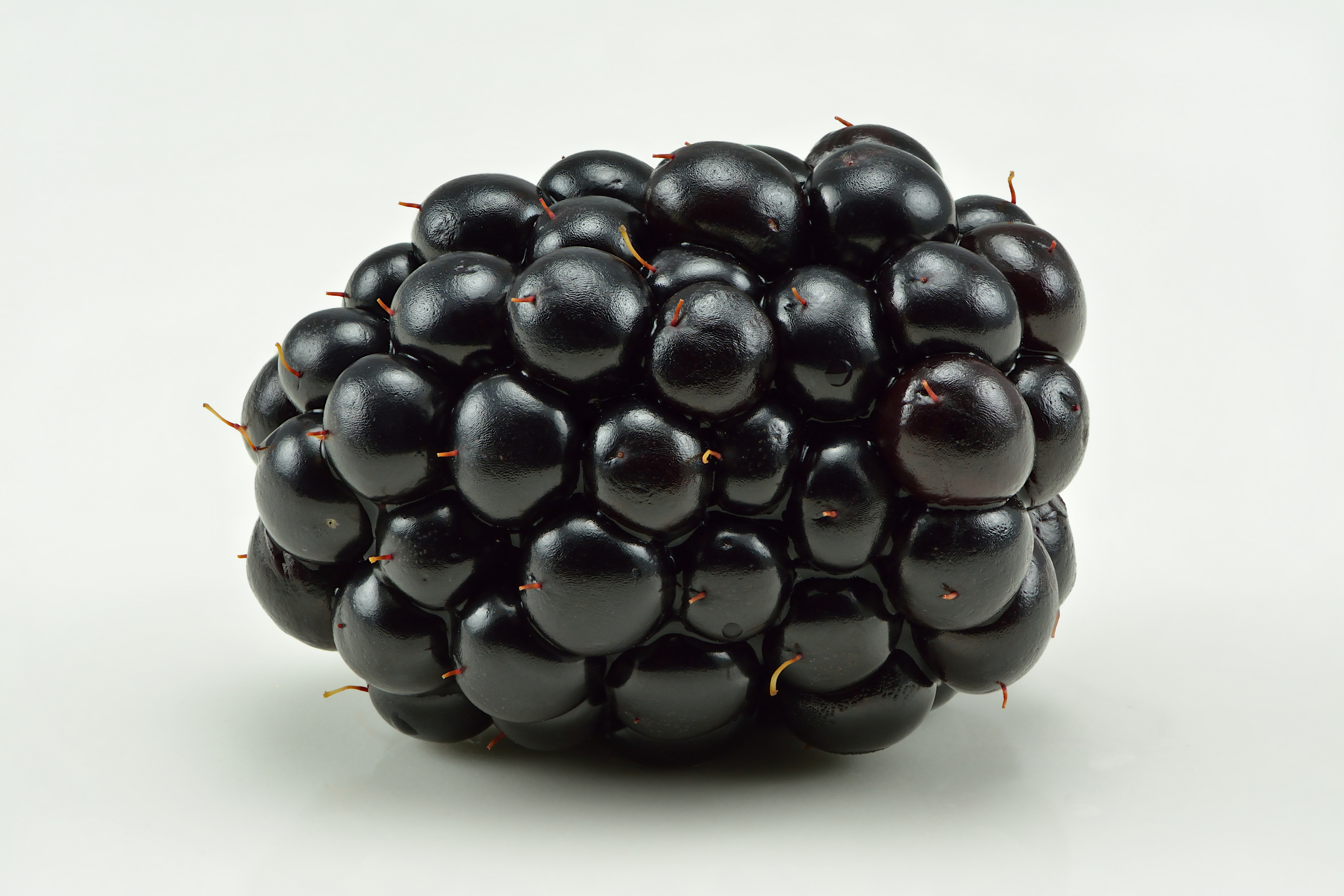
Mora (Rubus fruticosus)

Los sabores de las diferentes moras son dispares. Si bien pueden encontrarse algunas similitudes, las moras de las distintas especies presentan sabores característicos y peculiares que son apreciados dentro de la amplia gama de las frutas. 
Algunas de las moras más agradables al gusto son, por un lado las de Morus nigra y Morus rubra, que presentan un fresco e intenso sabor agridulce, por otro lado las moras de Rubus ulmifolius y Rubus fruticosus, que presentan un agradable sabor intenso pero suave, dulce con pequeños matices ácidos. Morus alba, en cambio, suele resultar sosa o incluso insípida.

## Propiedades nutritivas
Como la generalidad de las frutas, las moras son fuente de sales minerales y vitaminas, constituyendo así un importante aporte nutricional que podría incluirse en cualquier tipo de dieta. 
Son frutas de bajo valor calórico debido a su escaso aporte de hidratos de carbono, lo que las hace un alimento beneficioso ayudando al metabolismo. 
Son especialmente ricas en vitamina C, conteniendo cantidades incluso mayores que las de algunos cítricos, hecho por el que las utilizan tanto los navegantes nórdicos como los Inuit americanos como protección contra el escorbuto. También son muy ricas en vitamina A, así como en potasio, aportando además, sobre todo las moras del género Morus, fibra alimentaria. 
Las concentraciones varían dependiendo de uno u otro género y especie.
Las moras también contienen antocianos y carotenoides, asociados en diversos estudios a ciertas propiedades consideradas beneficiosas para el organismo.

## Usos culinarios

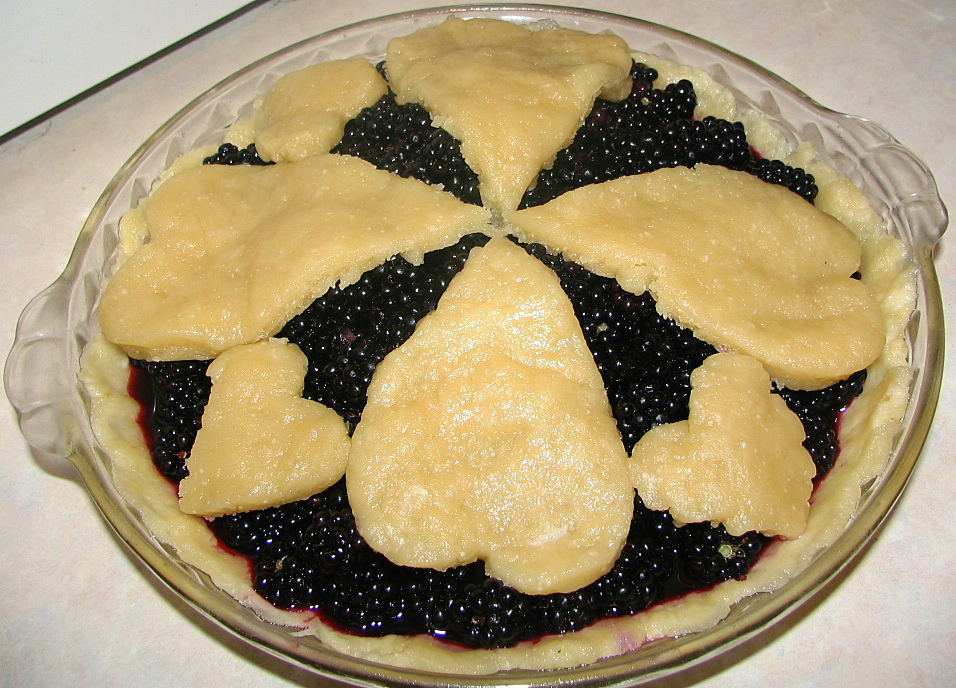
Tarta de moras.

Las moras, como frutas comestibles que son, pueden ingerirse al natural, frescas tal cual las da el árbol o la planta, siendo este su uso culinario más sencillo. Es una fruta básicamente silvestre (aunque también se cultiva), y la facilidad de encontrarla en campos o bosques, la convierte en un manjar común y ocasional. Multitud de especies animales, desde pájaros a roedores, tienen en su dieta todo tipo de moras, y el ser humano no es una excepción.
Además de crudas, también pueden ser procesadas e incluidas en la cocina de muy diversas formas. Existen innumerables recetas en cuyos ingredientes entra la mora. Por ejemplo el crumble, un pastel tradicional de Inglaterra elaborado con diversas frutas.
Son muy utilizadas como elemento decorativo para todo tipo de platos, y a nivel industrial multitud de productos las incluyen, en yogures, tartas, licores, batidos, helados, gelatinas, confituras, zumos, mermeladas, jaleas, etc.

### Mermeladas y jaleas de moras
La mermelada y gelatina de moras son los alimentos elaborados con moras más importantes, tanto a nivel comercial como privado.
Para hacer mermelada de moras en casa, las moras limpias y en puré se mezclan con azúcar para conservar en una proporción de 2:1 y se llevan a ebullición. Después de una prueba de gelificación exitosa, la masa se vierte caliente en recipientes adecuados y se sella. Las combinaciones con otras frutas o ingredientes son habituales, especialmente en el sector privado. Las moras a menudo se mezclan con otras bayas como moras, frambuesas, arándanos y grosellas y se procesan juntas para hacer mermelada; Algunas de estas combinaciones se comercializan como mermelada de frutas del bosque o frutos del bosque. Otras frutas con las que se pueden combinar las moras son los albaricoques, las naranjas, las cerezas o las fresas. Las mermeladas de moras también se pueden aromatizar con menta, canela, coco u otros ingredientes. Las mermeladas industriales suelen contener pectinas, especialmente pectina de manzana, como gelificante y ácido cítrico o concentrado de zumo de limón como acidulante.
La gelatina de mora se elabora a partir de jugo de mora, que también se mezcla con azúcar en conserva. Sin embargo, debido a la consistencia líquida, la proporción de mezcla en este caso es 3:1. Las pectinas también se utilizan aquí a nivel industrial. La gelatina de mora también se puede combinar con otras frutas o aromatizarla.
La mermelada y gelatina de moras se utiliza tanto para untar como como ingrediente o complemento de otros platos.

## Historia

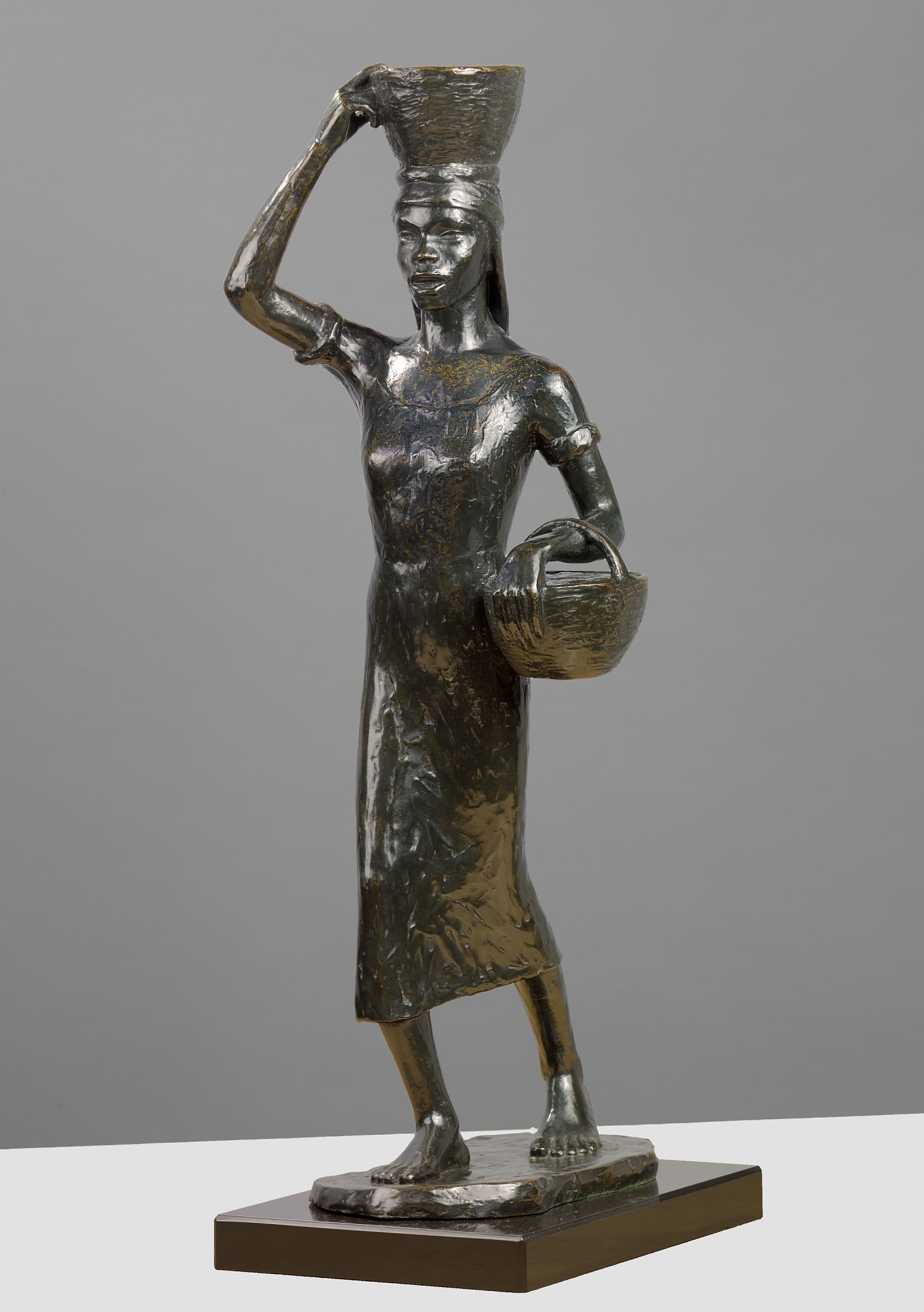
Mujer de las moras, escultura de Richmond Barthé, fundida en 1932.

Uno de los primeros casos conocidos de consumo de moras procede de los restos de la Mujer de Haraldskær, el cuerpo de pantano conservado de forma natural de una mujer danesa de hace aproximadamente 2500 años. Las pruebas forenses hallaron moras en el contenido de su estómago, entre otros alimentos. El uso de moras para elaborar vinos y cordiales se documentó en la Farmacopea de Londres en 1696. En el mundo culinario, las zarzamoras tienen una larga historia de uso junto con otras frutas para hacer tartas, jaleas y mermeladas.
Las plantas de la mora fueron utilizadas para la medicina tradicional por griegos, otros pueblos europeos y aborígenes americanos.Un documento de 1771 describía la elaboración de cerveza con hojas, tallo y corteza de zarzamora para las úlceras de estómago.
Los frutos, hojas y tallos de la mora se han utilizado para teñir telas y cabellos. Incluso se sabe que los nativos americanos utilizaban los tallos para fabricar cuerdas. Los arbustos también se han utilizado como barreras alrededor de edificios, cultivos y ganado. Las plantas silvestres tienen espinas gruesas y afiladas, que ofrecían cierta protección contra los enemigos y los animales grandes.

### Desarrollo de cultivares
El desarrollo moderno de híbridos y cultivares tuvo lugar principalmente en Estados Unidos. En 1880, un juez y horticultor estadounidense, James Harvey Logan, desarrolló en Santa Cruz, California un híbrido de mora y frambuesa llamado loganberry. Una de las primeras variedades sin espinas se desarrolló en 1921, pero las bayas perdieron gran parte de su sabor. Los cultivares comunes sin espinas desarrollados desde la década de 1990 hasta principios del siglo XXI por el Departamento de Agricultura de EE. UU. permitieron una recolección eficiente con máquinas, mayores rendimientos, frutos más grandes y firmes, y un sabor mejorado, incluida la Triple Crown, Black Diamond, Black Pearl, y Nightfall, una marionberry.

## Cultivo
Las moras, aunque proceden de especies básicamente silvestres, pueden ser cultivadas, de hecho se cultivan en diversas zonas a lo largo de toda la geografía mundial con la intención de aprovechar el fruto, aunque a veces se cultiven también especies de género Morus con otros fines.
Existen multitud de especies de moras, pero es posible que tan sólo tengan valor comercial unas nueve de ellas, que básicamente son del género Rubus, en ocasiones y comúnmente se cultivan híbridos.

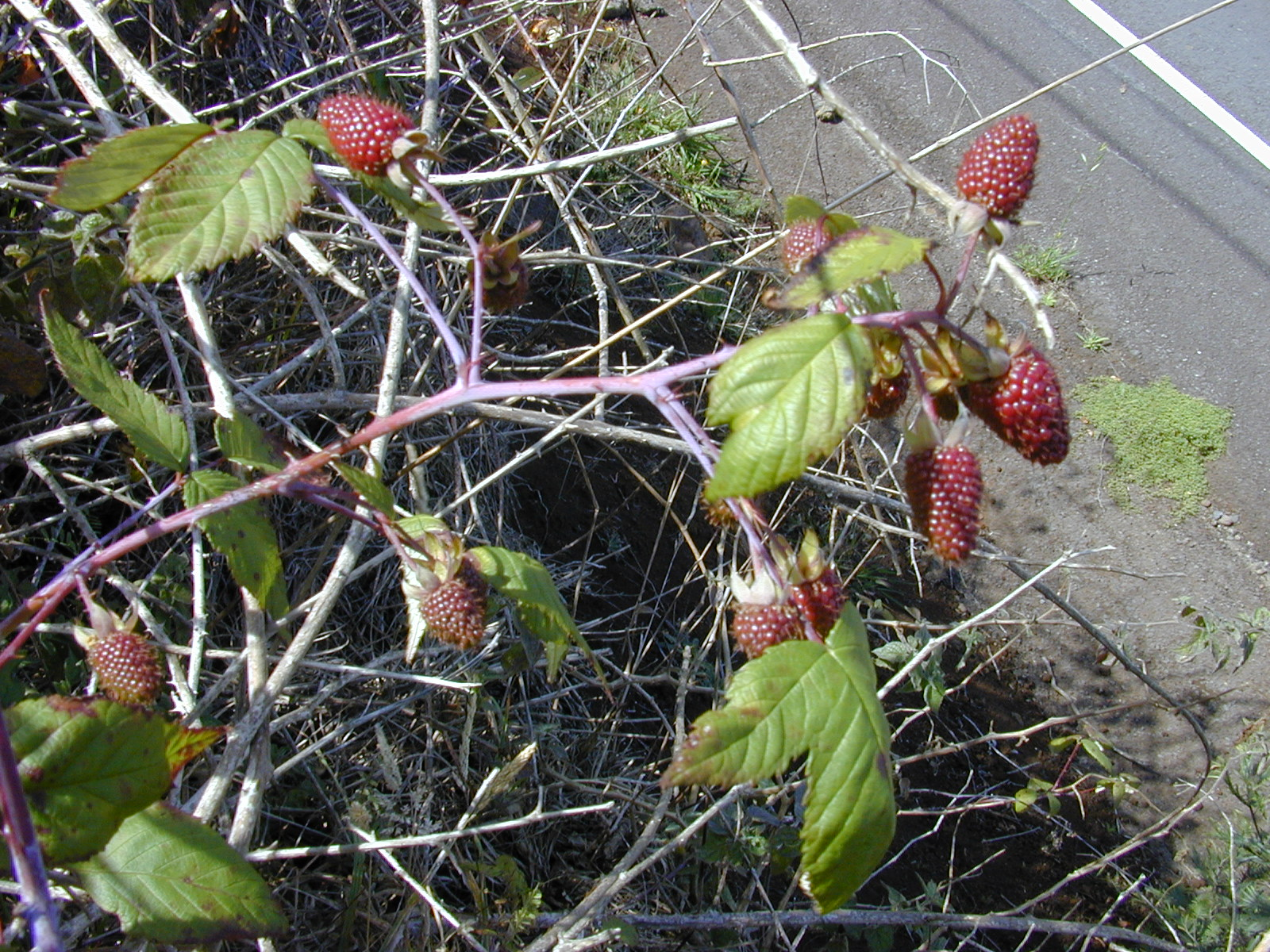
R. glaucus (mora andina o de Castilla). En fase de maduración, finalmente son de color morado oscuro.

### Rubus glaucus
La especie R. glaucus se cultiva con el fin de producir y comerciar su fruto, comúnmente llamado mora andina o de Castilla.
Esta planta es originaria de las zonas altas y tropicales de América, encontrándose en Colombia, Ecuador, Panamá, Costa Rica, Guatemala, Honduras, México y Perú, entre otros países. Se desarrolla muy bien en suelos franco arcillosos.
La vida útil aproximada de esta especie para su cultivo oscila desde los 12 a 15 años, dependiendo en parte del trato y la técnica de explotación, a partir de esa edad el rendimiento y la producción decrece. 
Esta especie es de fructificación continua, es decir da frutos a lo largo de todo el año, no obstante, los meses de junio, julio, agosto y septiembre, son los de mayor producción, siendo el resto del año la cosecha significativamente inferior.

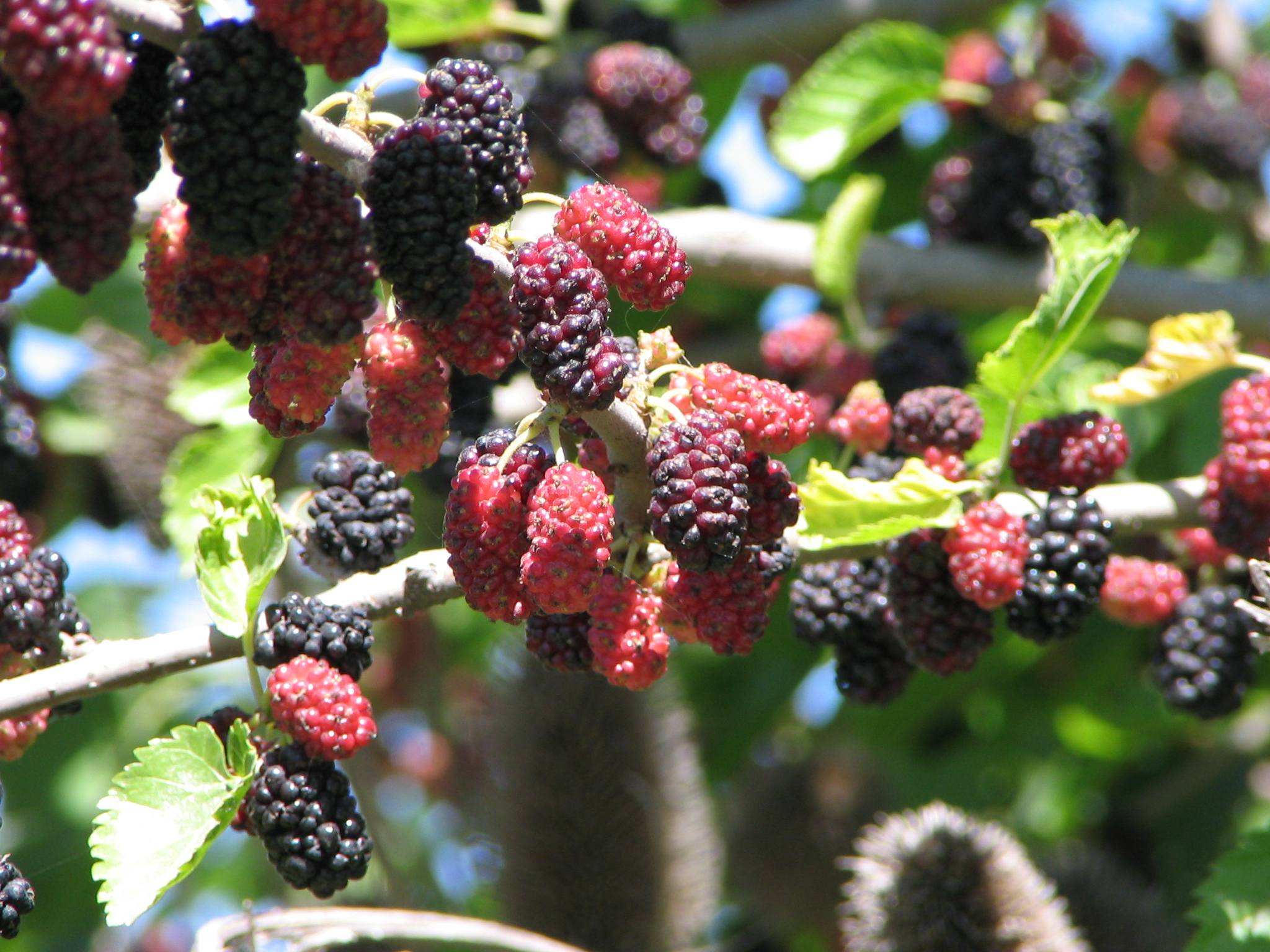
Moras en diferentes estados de madurez y color.

### Morus nigra
La especie M. nigra (de origen pérsico) ha sido a lo largo de la historia cultivada por su fruta comestible, y plantada y naturalizada en el oeste de Europa, Ucrania, y en el este de China. 
Los árboles de esta especie se desarrollan bien en suelos frescos y ligeros, le perjudican las altas temperaturas y las zonas demasiado secas, aunque en climas excesivamente fríos se detiene o, cuanto menos, decrece su crecimiento. Para obtener una mejor producción de frutos se precisa una enérgica poda, lo que además hace que el árbol dé hojas más grandes. Se cultiva por siembra de semillas durante la primavera o bien por esquejes leñosos, y admite trasplantes a raíz desnuda durante el invierno. Los frutos de esta especie maduran durante el verano.

## Especie invasora
Varias especies de mora (Rubus) son el centro de los esfuerzos de erradicación en las Islas Galápagos, especialmente en la isla Santa Cruz. Sin embargo, R. niveus es con mucho "el peor invasor" dentro de este grupo, tanto más allá de alguna posibilidad de erradicación en la isla San Cristóbal y en Santa Cruz. El tamaño excepcional y la densidad de la Rubus niveus en  algunos sitios de Santa Cruz dificultan la agricultura y ocasionan impacto en las especies nativas contra las cuales compite.

## Curiosidades
- De la mora procede el nombre que se le da al color morado, y por ende, de la mora también procede la palabra moretón o moratón, usada para referirnos al hematoma.[16]

- La mora de los pantanos (Rubus chamaemorus), también llamada mora ártica, es una fruta de gran tradición en Finlandia, siendo uno de los países donde más usos gastronómicos se le da a esta mora (además de Suecia y Canadá), y donde se consume tradicionalmente junto a un queso local llamado "Leipäjuusto".[17][18] Tan arraigada está esta mora en la cultura finlandesa, que la planta de la mora de los pantanos, con sus flores y frutos, aparece grabada en las monedas de dos euros de este país.